# Liste von anglikanischen Pfarrerskindern
Die Liste von anglikanischen Pfarrerskindern erfasst Persönlichkeiten, die in einem anglikanischen Pfarrhaus aufgewachsen sind. Weil es sehr häufig vorkam, dass Pfarrerskinder die Laufbahn ihrer Eltern einschlugen, ist von den anglikanischen  Geistlichen und anglikanischen Theologen, die Pfarrerskinder waren bzw. sind, nur eine Auswahl aufgeführt.
| Bild | Name                                          | Geburtsjahr | Tätigkeitsfeld                    | Bemerkungen                     |
| ---- | --------------------------------------------- | ----------- | --------------------------------- | ------------------------------- |
|      | Joseph Addison                                | 1672        | Politik, Literatur                |                                 |
|      | Jane Austen                                   | 1775        | Literatur                         |                                 |
|      | William MacMahon Ball                         | 1901        | Politikwissenschaft, Journalismus |                                 |
|      | Arthur Christopher Benson                     | 1862        | Literatur                         | Sohn von Edward White Benson    |
|      | Edward Frederic Benson                        | 1867        | Literatur                         | Sohn von Edward White Benson    |
|      | Margaret Benson                               | 1865        | Literatur                         | Tochter von Edward White Benson |
|      | Robert Hugh Benson                            | 1871        | Literatur, Theologie              | Sohn von Edward White Benson    |
|      | J. D. Beresford                               | 1873        | Literatur                         |                                 |
|      | Anne Brontë                                   | 1820        | Literatur                         | Tochter von Patrick Brontë      |
|      | Branwell Brontë                               | 1817        | Malerei, Literatur                | Sohn von Patrick Brontë         |
|      | Charlotte Brontë                              | 1816        | Literatur                         | Tochter von Patrick Brontë      |
|      | Emily Brontë                                  | 1818        | Literatur                         | Tochter von Patrick Brontë      |
|      | Lewis Carroll                                 | 1832        | Literatur                         |                                 |
|      | Elizabeth Carter                              | 1717        | Literatur                         |                                 |
|      | John Franklin Carter                          | 1887        | Literatur, Politik                |                                 |
|      | Manning Clark                                 | 1915        | Geschichtswissenschaft            |                                 |
|      | Thomas Clarkson                               | 1760        | Abolitionismus                    |                                 |
|      | Samuel Taylor Coleridge                       | 1772        | Literatur                         |                                 |
|      | William Cowper                                | 1731        | Literatur                         |                                 |
|      | Cecil Day-Lewis                               | 1904        | Literatur                         |                                 |
|      | Edward John Eyre                              | 1815        | Politik                           |                                 |
|      | Edward Morgan Llewellyn Forster               | 1847        | Architektur                       |                                 |
|      | James Anthony Froude                          | 1818        | Geschichtswissenschaft, Literatur |                                 |
|      | William Froude                                | 1810        | Ingenieurwesen                    |                                 |
|      | Thomas Gibson-Carmichael, 1. Baron Carmichael | 1859        | Politik                           |                                 |
|      | Herbert Byng Hall                             | 1805        | Militär, Sachliteratur            | Sohn von Charles Henry Hall     |
|      | Percy Francis Hall                            | 1801        | Militär, Kirche                   | Sohn von Charles Henry Hall     |
|      | Georgiana Hare-Naylor                         | 1755        | Kunst                             |                                 |
|      | Charles Hartshorne                            | 1897        | Philosophie                       |                                 |
|      | Richard Hartshorne                            | 1899        | Geographie                        |                                 |
|      | Thomas Hobbes                                 | 1588        | Philosophie                       |                                 |
|      | Emily Hobhouse                                | 1860        | Menschenrechte                    | Tochter von Reginald Hobhouse   |
|      | Leonard Trelawny Hobhouse                     | 1864        | Soziologie, Politik               | Sohn von Reginald Hobhouse      |
|      | Robert Hooke                                  | 1635        | Physik, Mathematik                |                                 |
|      | John Hurt                                     | 1940        | Film                              |                                 |
|      | Edward Jenner                                 | 1749        | Medizin                           |                                 |
|      | Charles Kingsley                              | 1819        | Literatur                         |                                 |
|      | Henry Kingsley                                | 1830        | Literatur                         |                                 |
|      | Dillwyn Knox                                  | 1884        | Militär                           |                                 |
|      | Edmund George Knox                            | 1881        | Literatur                         |                                 |
|      | Ronald Knox                                   | 1888        | Literatur                         |                                 |
|      | Archibald Lampman                             | 1861        | Literatur                         |                                 |
|      | Louis Leakey                                  | 1903        | Anthropologie                     | Sohn von Afrikamissionaren      |
|      | Trafford Leigh-Mallory                        | 1892        | Militär                           |                                 |
|      | Henry George Liddell                          | 1811        | Altphilologie                     |                                 |
|      | Arthur Maimane                                | 1932        | Journalismus, Literatur           |                                 |
|      | Charles le Maistre                            | 1874        | Elektrotechnik                    |                                 |
|      | George Mallory                                | 1886        | Bergsteigen                       |                                 |
|      | Andrew Marvell                                | 1621        | Literatur                         |                                 |
|      | Theresa May                                   | 1956        | Politik                           |                                 |
|      | Ernest John Moeran                            | 1894        | Musik                             |                                 |
|      | Bernard Montgomery                            | 1887        | Militär                           |                                 |
|      | Horatio Nelson, 1. Viscount Nelson            | 1758        | Militär                           |                                 |
|      | Thomas Nashe                                  | 1567        | Literatur                         |                                 |
|      | Laurence Olivier                              | 1907        | Film                              |                                 |
|      | Matthew Pinsent                               | 1970        | Sport                             |                                 |
|      | Clarkson Nott Potter                          | 1825        | Politik                           |                                 |
|      | Cecil Rhodes                                  | 1853        | Politik                           |                                 |
|      | Charles G. D. Roberts                         | 1860        | Literatur                         |                                 |
|      | James Runcie                                  | 1959        | Film, Theater, Literatur          | Sohn von Robert Runcie          |
|      | Edwin Sandys                                  | 1561        | Politik                           | Sohn von Edwin Sandys d. Ä.     |
|      | George Sandys                                 | 1578        | Politik, Literatur                | Sohn von Edwin Sandys d. Ä.     |
|      | Dorothy L. Sayers                             | 1893        | Literatur                         |                                 |
|      | Granville Sharp                               | 1735        | Abolitionismus                    |                                 |
|      | Edgcumbe Staley                               | 1845        | Literatur                         |                                 |
|      | John E. Sulston                               | 1942        | Biologie                          |                                 |
|      | William Temple                                | 1881        | Kirche                            |                                 |
|      | Smithson Tennant                              | 1761        | Chemie                            |                                 |
|      | Alfred Tennyson, 1. Baron Tennyson            | 1809        | Literatur                         |                                 |
|      | Sybil Thorndike                               | 1882        | Theater, Film                     |                                 |
|      | Frances Trollope                              | 1779        | Literatur                         |                                 |
|      | John Venn                                     | 1834        | Mathematik                        | Sohn von Henry Venn             |
|      | John Archibald Venn                           | 1883        | Wirtschaftswissenschaft           | Sohn von John Venn              |
|      | Ralph Vaughan Williams                        | 1872        | Musik                             |                                 |
|      | Denys Watkins-Pitchford                       | 1905        | Literatur                         |                                 |
|      | Charles Wesley                                | 1707        | Theologie                         | Sohn von Samuel Wesley (senior) |
|      | John Wesley                                   | 1703        | Theologie                         | Sohn von Samuel Wesley (senior) |
|      | Alfred North Whitehead                        | 1861        | Mathematik, Philosophie           |                                 |
|      | John Henry Constantine Whitehead              | 1904        | Mathematik                        |                                 |
|      | Charles William Winnington-Ingram             | 1850        | Militär                           |                                 |
|      | Christopher Wren                              | 1632        | Architektur                       |                                 |